# Milepæle
Milepæle er en amerikansk stumfilm fra 1920 af Paul Scardon.

## Medvirkende
- Lewis Stone som John Rhead
- Alice Hollister som Gertrude Rhead
- Gertrude Robinson som Emily Rhead
- Harvey Clark som Sam Sibley
- Mary Alden som Rose Sibley
- May Foster som Nancy Sibley
- Boyd Irwin som Arthur Preece
- Jack Donovan som Richard Sibley Jr
- Correan Kirkham som Muriel Pym
- Carroll Fleming som Thompson
- Lionel Belmore som Richard Sibley Sr
- Gerald Pring som Ned Pym / Lord Monkhurst